# Provinz Los Santos
Los Santos ist eine Provinz in Panamá und liegt am Golf von Panama auf der Azuero-Halbinsel. Im Jahr 2023 hatte sie 98.466 Einwohner auf einer Fläche von 3812 km².
Die Hauptstadt der Provinz ist Las Tablas. Hauptwirtschaftsfaktoren in Los Santos sind Viehwirtschaft und Ackerbau und in zunehmendem Maße auch Tourismus an der über 200 Kilometer langen Pazifikküste. Zur Provinz Los Santos gehört auch die kleine Insel Isla Iguana im Pazifik.
Los Santos ist bekannt für die Herstellung der Pollera, eines typischen Trachtenkleides Panamás.
Im Südosten der Halbinsel siedeln sich, teilweise unbemerkt von der Öffentlichkeit, Prominente und Adelige aus aller Welt an, unter anderem Maximilian von und zu Liechtenstein, der mit einer Panamaerin verheiratet ist.
Die Provinz Los Santos ist ihrerseits wiederum in sieben Distrikte (distritos) unterteilt:
- Guararé
- Las Tablas
- Los Santos
- Macaracas
- Pedasí
- Pocrí
- Tonosí